# St. Martin (Dattenhausen)

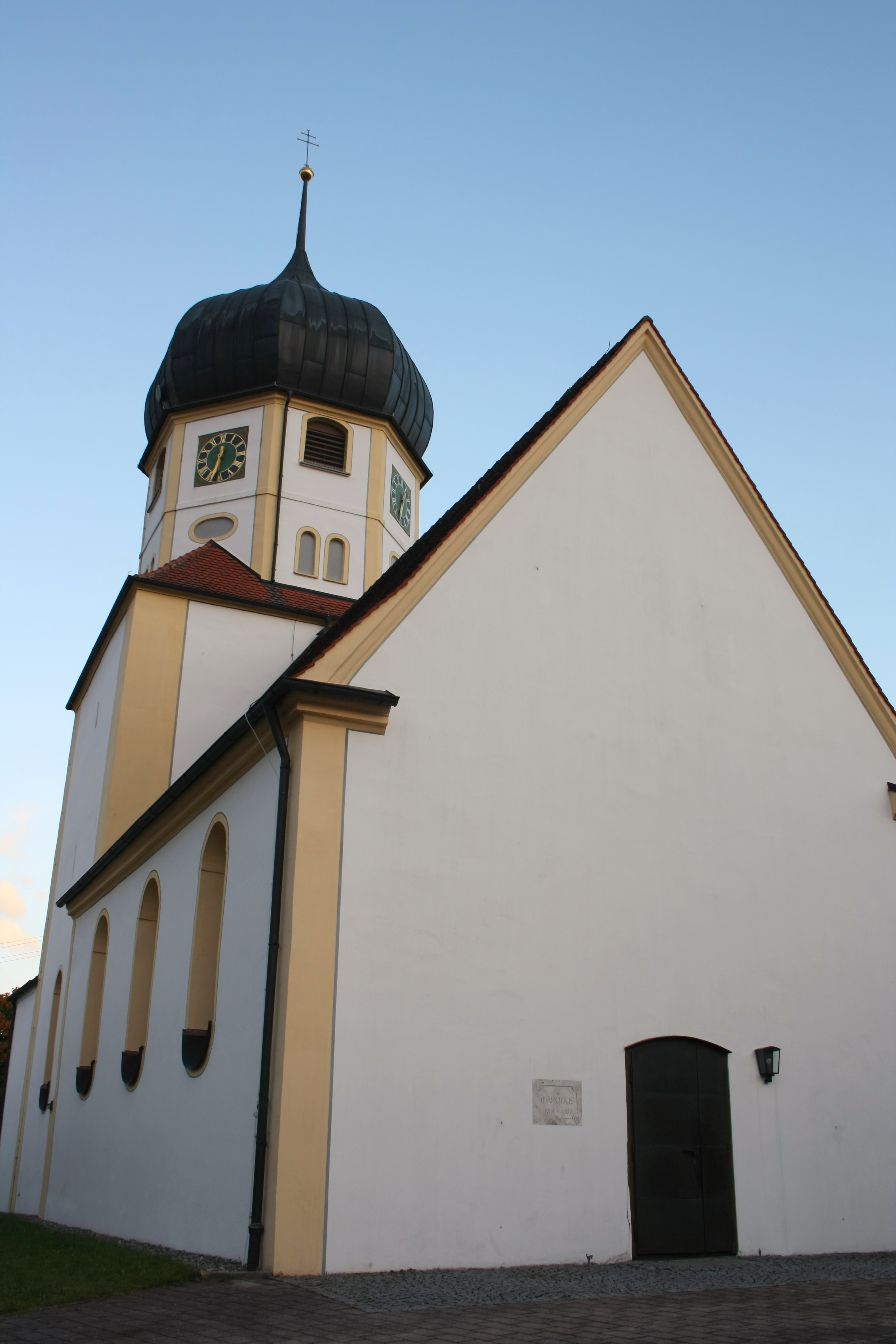
Kirche St. Martin in Dattenhausen

Die katholische Filialkirche St. Martin in Dattenhausen, einem Gemeindeteil von Ziertheim im schwäbischen Landkreis Dillingen an der Donau in Bayern, wurde Anfang des 18. Jahrhunderts errichtet. Die Kirche an der Vogteistraße 4 ist ein geschütztes Baudenkmal.

## Geschichte
Das Patrozinium des heiligen Martins lässt eine Gründung der Pfarrei bereits in fränkischer Zeit vermuten. Von der mittelalterlichen Kirche ist noch der Unterbau des romanischen Turmes erhalten.

## Architektur
Der einschiffige Bau wurde 1701 errichtet. Das Langhaus ist flach gedeckt, der quadratische Chor besitzt ein Kreuzgratgewölbe. Der Chor befindet sich im Erdgeschoss des wehrhaften Turmes aus dem 13. Jahrhundert. Er wurde 1917 von Matthias Rothmiller mit einem Achteckaufsatz und einem Zwiebelhelm versehen.

## Ausstattung
Die klassizistischen Altäre wurden um 1780/90 geschaffen. Der Taufstein, mit 1684 bezeichnet, besteht aus Kalkstein auf Balusterfuß.